# Pince multiprise

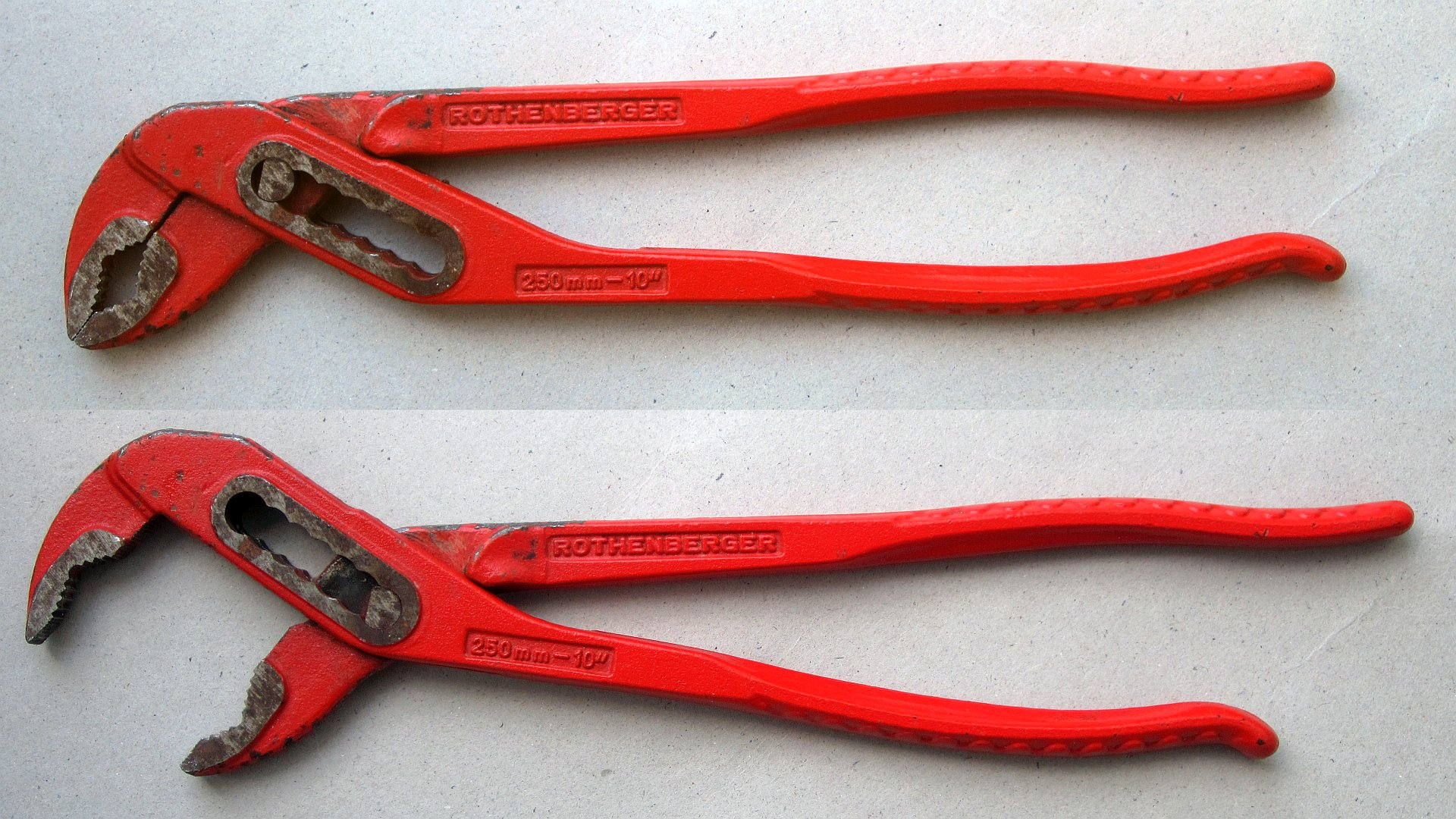
Deux aspects, ouvert et fermé droit, d'une pince multiprise.

La pince multiprise, encore dénommée pince multiple, est un outil pratique et adaptable, une pince tenue à main qui permet de saisir ou de maintenir fortement, de serrer et desserrer des objets ou pièces de tailles et de formes variées. Cette pince de manipulation est munie d'une articulation réglable qui permet d'agrandir au besoin l'écartement des mâchoires.
La tête de cette pince a une forme particulière et il faut respecter le sens du serrage pour ne pas rompre ses dents. La pince multiprise est souvent munie d'une poignée ergonomique, ce qui rend les tâches de serrage ou desserrage plus efficaces.

## Caractéristiques de l'outil, préconisation et usages
Grâce à un pivot coulissant dans une crémaillère, parfois lisse, quelques fois disposant de plots d'arrêt, l'ouverture du bec s'adapte facilement à divers objets, de dimensions variés, de forme circulaire ou non. La saisie de pièces rondes ou angulaires, voire de grand diamètre est possible. Plus son réglage est fin et précis, plus la pince s'adapte à la taille des pièces à usiner, en particulier les tubes. La pince multiprise est ainsi appréciée pour les installations sanitaires, les équipements de ventilation, etc.. Il n'est pas rare qu'un fabricant spécialisé en propose un choix d'une demi-douzaine représentant de simples modèles génériques, parfois uniquement pour le bricolage.
Une pince standard est généralement conçue en acier ou en alliages d'aluminium plus légers, à l'exception des rebords de sa mâchoires en alliage très dur et résistant, et du gainage plastique de ses manches ou de sa poignée. Il faut noter que les mâchoires striées, crantées ou dentées, renforcées, pour ne pas laisser échapper ou glisser la pièce, peuvent marquer durablement des matériaux plus tendres, comme le cuivre ou le laiton. Si l'opérateur ne maîtrise pas sa force de pression, il vaut mieux qu'il emploie soit des clés serre-tubes ou autres colliers de serrage manipulés avec une pince, soit des pinces à mâchoires souples, en particulier en plastique. Dans ce dernier cas, outre les caches mâchoires de protection, figurent les pinces de connexion de siphon ou les pinces de raccords de tube, aux contours de surfaces adaptés au tuyaux.
Les pinces de qualité ont des mâchoires auto-bloquantes, ce qui facilite une manipulation aisé à l'aide de la force manuelle appliquée sur la poignée. Certaines pinces multiprises sont dites « à verrouillage (rapide) » ou « à blocage rapide ». Une pince qui sert de manière équilibrée ne doit pas forcée sur les arêtes ou parties saillantes de la pièce susceptibles d'être déformées. L'ajustement du bec de prise peut être fait par bouton-poussoir, par ajustement automatique corrélé à la fermeture de la poignée etc. En dehors des pinces habituelles de 125 à 300 mm de longueur, il existe des pinces de grande taille type XL ou XXL ou encore des mini pinces. La pince multiprise, à articulation coulissante réglable, se décline encore en : 
- pince de pointe,
- pince à bec long ou à tête allongée, pince à bec frontal, etc.
- pince-clé, c'est-à-dire aux mâchoires de préhension lisses et toujours parallèles, pour tenir, presser et plier, avec une force de la main décuplée. Une pince clé équilibré et précise peut être appropriée à l'assemblage de surface sensibles, en particulier de raccords chromés.
- pince et clef à la fois, etc.

## Dénominations diverses
En Bretagne, les pinces multiprises étaient dénommées « sauterelles », probablement en raison de leur forme.[réf. souhaitée]
Les pinces multiprises avec des bords de mâchoires en acier chromé au vanadium étaient et sont parfois dénommées BECRO, du nom d'une société d'outillage mécanique ou manufacture allemande du Wuppertal-Cronenberg. Une grande société parisienne Mestre & Blatgé, qui vend des pièces automobiles et de l'outillage pour garagistes, au cours de l'entre-deux-guerres avait une page entière de son catalogue intitulée « Outillage "BECRO" », en page 6, avec toute une gamme de pinces, dont la pince multiprise que nous connaissons aujourd'hui.
Il est probable que ce nom de marque « BECRO » devenu nom commun bécro, avec l'idée probable d'un bec de préhension plus ou moins large ou gros, s'est imposé au fil des encarts techniques ou publicitaires dans diverses revues techniques, notamment automobiles et par cette société parisienne qui a disparu en 1939. Fin mars 1950, Le Torriellec, entrepreneur de transport à Sevrai, constate la disparition d'outils dans son garage. Les gendarmes perspicaces mènent une rapide enquête à Fontenai-sur-Orne, et retrouve dans l'atelier de son ancien employé, un jeune mécanicien de 23 ans installé à son compte, une caisse suspecte contenant une dizaine de clés plates de diverses tailles, une tenaille, trois burins, deux clés à pipe et une pince « bécro » que la victime du vol reconnaît formellement comme la sienne.

## Autres liens
- pince